# Júlio Cesário de Melo
Júlio Cesário de Mello, mais conhecido apenas por Cesário de Mello (Recife, 6 de Setembro de 1876 – Rio de Janeiro, 28 de dezembro de 1952) foi um médico e político brasileiro. Sua base política situava-se no bairro carioca de Santa Cruz.
Júlio Cesário de Mello, mais conhecido apenas por Cesário de Melo, nasceu em Pernambuco, Recife, em 6 de Setembro de 1876. Aos 18 anos, já órfão de pai, viajou para o Rio de Janeiro para estudar Medicina. Sua mãe queria que ser tornasse padre. Sem vocação, prometeu-lhe que faria da medicina um sacerdócio.
Quando chegou ao Rio, em 1894, começou a trabalhar numa farmácia e acabou formando-se Farmacêutico, por ser um curso mais rápido e que lhe traria os meios financeiros para custear o curso de Medicina.
Cesário de Melo continuou os estudos e passou a ser interno da Santa Casa de Misericórdia, tendo se graduado doutor em medicina pela Universidade do Brasil, em 1905. 
Apesar de ter sido convidado para tornar-se o primeiro cirurgião da Santa Casa, preferiu dar outro rumo à carreira. Pelos braços do Sr. Augusto Frederico Burle, foi apresentado a Santa Cruz e as visitas ao bairro apresentaram ao médico a grave situação da saúde pública local. Em 1906 foi convidado a tornar-se médico microscopista do Matadouro de Santa Cruz e aceitou a proposta. 
Nesse mesmo ano, entrou para a vida política filiando-se ao Partido Libertador.
Ao ingressar na política, Dr. Júlio entendeu que somente representando o povo de Santa Cruz junto ao Governo, conseguiria despertar a vontade política para transformar o bairro. Após ser eleito por dois mandatos em 1924 e 1930, Julio Cesário de Mello chegou a Senador em 1935 e ainda se elegeu a vereador em 1948, mas renunciou por já estar muito doente. 
Viveu da política, porque em virtude da promessa feita à mãe, não cobrava seus serviços médicos; em seu consultório e nas visitas domiciliares que frequentemente realizava pelo "sertão carioca", eram igualmente atendidos aqueles que podiam e que não podiam pagar. 
O ex-senador faleceu em 28 de dezembro de 1952, aos 76 anos. Seu corpo foi velado na sua residência por mais de 15 mil pessoas e o cortejo fúnebre tinha mais de cinco mil pessoas.
Foi casado com Maria Antonieta Rodrigues Cesário de Mello, com quem teve 07 filhos: José Antônio Cesário de Mello, Maria de Lourdes Cesário de Mello, Júlio Cesário de Mello Filho, Maria Martha Cesário de Mello, Maria Vicentina Cesário de Mello, Maria da Glória Cesário de Mello e Fernando Luiz Cesário de Mello.

## Vida política
- Deputado Federal 1924 a 1926.
- Deputado Federal 1930 a 1930.
- Senador 1935 a 1937.

## Homenagens
Foi renomeada em sua homenagem como Avenida Cesário de Mello, o trecho do Caminho Imperial que fica entre os bairros cariocas de Campo Grande e Santa Cruz